# Миякэ, Дзиро
Дзиро Миякэ (яп. 三宅 二郎 Миякэ Дзиро:, 1900, Япония — 30 ноября 1984, Япония) — японский футболист, игравший на позиции нападающего. Выступал за команду Университета Кансай и национальную сборную Японии.

## Карьера
Дзиро Миякэ играл за футбольную команду Университета Кансай из города Суйта. В 1925 году он попал в состав сборной страны на Дальневосточные игры-чемпионат. Дебютировал 14 мая в матче против сборной Филиппин, выйдя в стартовом составе. Встреча завершилась крупным поражением его команды со счётом 0:4. Во втором матче на турнире японцы уступили команде Китайской Республики.

## Статистика за сборную
| Сборная Японии | Сборная Японии | Сборная Японии |
| Год            | Матчи          | Голы           |
| -------------- | -------------- | -------------- |
| 1925           | 2              | 0              |
| Итого          | 2              | 0              |